# Breakaway (отменённая компьютерная игра)
Breakaway — многопользовательская командная компьютерная игра в жанре Beat ’em up, разрабатывавшаяся Double Helix Games и планировавшаяся к изданию Amazon Game Studios. Была отменена 31 марта 2018 года.

## Игровой процесс
Breakaway должен был стать многопользовательской игрой, геймплей которой выглядел бы следующим образом: две команды по четыре игрока пытаются переместить мяч (реликвию) к воротам противника. Каждый член команды (герой) обладает некоторыми уникальными способностями, которые помогут им в достижении этих целей. Каждый герой может построить две постройки, такие как башни, исцеляющие святыни и стены. Игрок также может модернизировать свои постройки в середине игры за золото, заработанное в матче. Герои принадлежат к нескольким классам, таким как танки, фехтовальщики и маги, а также по архетипическим темам (например, рыцарь и Спартак). Поля сражений основаны на таких темах, как Эльдорадо и Атлантида.
Игра включала несколько функций, направленных на продвижение потоковой передачи видеоигр на купленном Amazon сервисе Twitch: Broadcast Match Builder приглашает фолловеров стримеров в игры, Broadcaster Spotlight позволяет игрокам узнавать время трансляции, Metastream накладывает игровую статистику на стримерское видео, а Stream + позволяет стримерам проводить опросы и делать ставки за игровую валюту.

## Разработка
Amazon купил игровую студию Double Helix в начале 2014 года. В сентябре 2016 года на TwitchCon компания назвала свои три первые компьютерных игры: Breakaway, Crucible и New World.
Игра сочетала в себе элементы из игр League of Legends, Power Stone, и Rocket League и была ориентирована для удобной потоковой передачи на Twitch. В декабре 2016 года разработчики разместили открытую альфа-версию. У Breakaway не было установленной даты выпуска, хотя её планировалось выпустить в конце 2019 года. 31 марта 2018 года на фоне приостановки разработки игры Amazon объявила о её отмене, хотя и оставила вариант возобновления разработки в случае появления заряда вдохновения у Double Helix.

## Приём
Polygon был «приятно удивлен» доступностью и глубиной игры, которую его сотрудники смогли освоить в течение часа. Rock, Paper, Shotgun раскритиковал игру за заимствования у предшественников по жанру, но также отметил потенциал для соответствия их уровню.